# Saint-Gervais-en-Belin
Saint-Gervais-en-Belin là một xã trong tỉnh Sarthe ở tây bắc nước Pháp. Xã này nằm ở khu vực có độ cao từ 40-64 mét trên mực nước biển.